# Rödbukig papegoja
Rödbukig papegoja (Poicephalus rufiventris) är en fågel i familjen västpapegojor inom ordningen papegojfåglar.

## Utseende och läte
Rödbukig papegoja är en medelstor knubbig papegoja med stor näbb och kort stjärt. Hanen har en orange fläck på undersidan och är orange även på vingundersidorna. Honan är mycket mer dämpad i färgerna. Arten liknar savannpapegoja och brunhuvad papegoja, men orange i fjäderdräkten urskiljer hanen, honan genom avsaknad av gult under vingen. Bland lätena hörs skrin och mer dämpade visslingar. 

## Utbredning och systematik
Rödbukig papegoja delas in i två underarter:
- P. r. pallidus – förekommer i torra törnsnår i östra Etiopien och Somalia
- P. r. rufiventris – förekommer i centrala Etiopien och norra Tanzania

## Levnadssätt
Rödbukig papegoja hittas i savann och öppet skogslandskap. Den ses vanligen i par, ofta nära fruktbärande träd.

## Status
Arten har ett stort utbredningsområde och beståndet anses stabilt. Internationella naturvårdsunionen IUCN listar den därför som livskraftig (LC).